# Hatice
Hatice (prononcé Hatidjé), prénom féminin turc, signifie « qui naît avant l'heure », prématuré, hâtif. 
Il serait l'équivalent de l'arabe Khadija, prénom de la première femme de Mahomet.
La signification Hatice est aussi une fleur le géranium.